# Манолеску, Джилда
Джи́лда Маноле́ску (рум. Gilda Manolescu; 15 июля 1974 — 23 сентября 2008, Берлин, Германия) — румынская киноактриса.

## Биография
Джилда Манолеску играла в кино в детском возрасте и приобрела широкую известность после того, как сыграла главную роль Марии в румынско-советском фильме-сказке «Мария, Мирабела» (1981), снятом Ионом Попеску-Гопо в сотрудничестве с Натальей Бодюл.
После премьеры фильма мать Джилды, Дана Манолеску, вышла замуж за немца и вместе с Джилдой и её младшим братом переехала в Германию. Дана была известной балериной и хореографом и открыла балетную школу, где училась и её дочь. Позднее мать вернулась в Румынию, в настоящее время работает в Румынском театре оперы и балета в Бухаресте.
Попала в автомобильную аварию, виновником которой был её приятель-наркоман, управлявший автомобилем. Долго лечилась от травм, в результате чего была вынуждена оставить балет. Переехала в Берлин, где работала флористкой.
В возрасте 34 лет была похищена на улице недавно освободившимся уголовником-рецидивистом, который брызнул ей в лицо спрей, втащил в машину, и потом насиловал в течение 3 дней. Это окончательно подорвало её здоровье. Умерла в больнице от почечной недостаточности, развившейся на фоне травматического шока.

## Фильмография
- Мария, Мирабела (1981) — Мария